# Wielkie Jakowczyce
Wielkie Jakowczyce (biał. Вялікія Якаўчыцы; ros. Великие Яковчицы) – agromiasteczko na Białorusi, w obwodzie brzeskim, w rejonie żabineckim, w sielsowiecie Żabinka.
Dawniej istniałą jedna wieś Jakowczyce. Należała do ekonomii kobryńskiej. W dwudziestoleciu międzywojennym leżała w Polsce, w województwie poleskim, w powiecie kobryńskim. Podziału na Wielkie Jakowczyce i Małe Jakowczyce dokonano po 1931.